# Țerova Koria, Veliko Tărnovo
Țerova Koria (în bulgară Церова Кория) este un sat în comuna Veliko Tărnovo, regiunea Veliko Tărnovo,  Bulgaria. 

## Demografie
Componența etnică a satului Țerova Koria
     Bulgari (90,83%)
     Turci (1,83%)
     Romi (1,3%)
     Nicio identificare (6,02%)
La recensământul din 2011, populația satului Țerova Koria era de 382 locuitori. Din punct de vedere etnic, majoritatea locuitorilor (90,83%) erau bulgari, existând și minorități de turci (1,83%) și romi (1,3%). Pentru 6,02% din locuitori nu este cunoscută apartenența etnică.